# Kubla kán

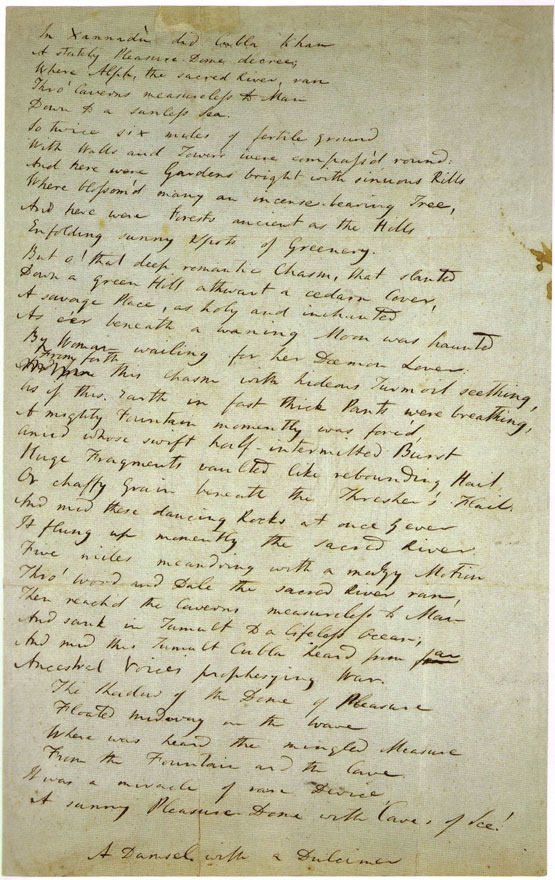
"Kubla Kán" című költemény kézzel írt jegyzetéről készült kép

Kubla Kán (Kubla Khan, or a Vision in a Dream. A Fragment.) Samuel Taylor Coleridge angol költő híres költeménye, mely címét a mongol és kínai uralkodóról, Kubiláj kánról kapta. Coleridge saját bevallása szerint a verset 1797 őszén írta egy Exmoor melletti farmon. Valószínűsíthető, hogy az 1816-os első kiadása előtt még átdolgozásra került.
Angolszász területeken gyakran idézik a vers első sorát, amely bevezeti az egykori Mongol Birodalom nyári fővárosát, Xanadu városát (a történelmi Kubiláj kán kedvelt nyaralóhelyét):
Az eredeti idézet angolul:
In Xanadu did Kubla Khan
A stately pleasure-dome decree:
Where Alph, the sacred river, ran
Through caverns measureless to man
Down to a sunless sea.
Az idézet magyarul, Szabó Lőrinc klasszikus fordításában:
Kubla kán tündérpalotát
építtetett Xanaduban,
hol roppant barlangokon át
örök éjbe veti magát
az Alph, a szent folyam.
Coleridge állítása szerint a vershez az ötletet egy álom adta, melyet a morfium hatása alatt élt át (ezt a vers alcíme igazolni látszik Látomás egy álomban (A Vision in a Dream)), azonban a költemény megírása közben megzavarta a szomszédja és emiatt végül be sem tudta fejezni az 54 soros költeményt. Néhány kritikus szerint a vers élénk képvilágát inkább valamilyen más, hallucinálásokkal teli sétája válthatta ki. Egyesek szerint a költeményt William Bartram, amerikai természetbarát portréfestő ihlette. Sokan találgatnak a vers jelentését illetően. Vannak, akik szerint Coleridge egyszerűen a látomásait ölti vers formába. Mások állítják, hogy a költőnek bizonyos céljai és konkrét témái voltak a műben. Megint mások az isteni alkotás szépségének megfogalmazását vélik felfedezni. Fontos ugyanakkor megjegyezni, hogy a költeményre hatást gyakorolhatott that Marco Polo Il Milione című könyvének leírása Kubilaj kánról.

## Érdekesség
- Az amerikai Kartchner Caverns állami parkban található egy mészkőbarlang csoport, az arizonai Tucsontól 50 mérföldre, melyek közül a legnagyobbnak a Kubla Kán nevet adták. Mikor az 1970-es évek közepén a barlang felfedezői először pillantották meg a helyet, valamiért úgy érezték, hogy a Coleridge versében szereplő Xanadut fedezték fel, s ezért keresztelték a barlangot Kubla Kánnak.
- A vers megjelenik Douglas Adams Dirk Gently holisztikus nyomozóirodája c. regényében is.
- A Gene Kelly és Olivia Newton-John főszereplésével 1980-ban bemutatott Xanadu a vers alapján kapta címét, első néhány sora el is hangzik a filmben.
- A vers első versszaka a Sanctum c. filmben is elhangzik, melyben egy búvárcsapat különleges expedícióra indul a világ leghatalmasabb, legszebb és legnehezebben megközelíthető víz alatti barlangjába.
- A vers második fele Murakami Haruki 2023-ban megjelent regényének mottója.

## Külső hivatkozások
- A Kubla Kán magyarul Szabó Lőrinc fordítása.
- A Kubla Kán angolul
- Coleridge jegyzetei angolul
- részletes elemzés a versről angolul
- Részletes elemzés a versről magyarul
- Coleridge előszava magyarul